# Parafia Matki Bożej Różańcowej w Osówce
Parafia Matki Bożej Różańcowej – parafia Kościoła Polskokatolickiego w RP w Osówce, położona w dekanacie kieleckim diecezji krakowsko-częstochowskiej.

## Historia
Parafia Matki Bożej Różańcowej powstała w 1929 przy współudziale działaczy ruchu ludowego na tle sporu z biskupem rzymskokatolickim o przydział księdza dla pobudowanego przez parafian kościoła.
Pierwsze nabożeństwo zostało odprawione przed domem Jana Tomali. Do czasu zbudowania kościoła, nabożeństwa odprawiano przez cały rok w domu Antoniego Poprzeczki, który odstąpił jeden swój pokój na urządzenie kaplicy. Ze świeckich wyznawców największą pracę włożyli Franciszek Chuchała, Konstanty Kopański, Stanisław Kieloch, Ignacy Stępniakowski, Franciszek Prokop, Jan Mazur, Leon Przydatek, Ewa Macher i Jan Tomala. Pierwszym proboszczem tutejszej parafii został ks. Czesław Skibiński. Jego staraniem w 1931 wybudowano kościół z drewna, ze strzelistą wieżą, która widoczna jest z całej okolicy.
Wcześniej parafia należała do Kościoła Starokatolickiego Mariawitów, jako filiał parafii mariawickiej w Prędocinie, następnie pod koniec lat 20. XX w. przeszła pod jurysdykcję Polskiego Narodowego Kościoła Katolickiego (ob. Kościół Polskokatolicki). Placówka posiada własny cmentarz. Parafia nie posiada obecnie stałego duszpasterstwa, od początku powstania nie liczyła więcej niż 200 wiernych. Przez wiele lat proboszczem parafii był ks. mgr Marian Kowalczyk, obecnie opiekę duszpasterską roztacza ks. inf. Aleksander Bielec z parafii św. Ducha w Tarłowie.